# Livio Stadler
Livio Stadler, född 26 mars 1998 i Steinhausen, Zug, är en schweizisk professionell ishockeyspelare som spelar för EV Zug i schweiziska NLA.

## Meriter
- Schweizisk mästare 2021, 2022